# Turani
Turani (en serbe cyrillique : Турани) est un village de Bosnie-Herzégovine. Il est situé sur le territoire de la ville de Trebinje et dans la république serbe de Bosnie. Selon les premiers résultats du recensement bosnien de 2013, il ne compte plus aucun habitant.

## Géographie
Le village est entouré par les localités suivantes :
|                     | Lomači            |        |
| Lomači Begović Kula | Turani            | Ukšići |
|                     | Glavinići Grkavci |        |

## Histoire
L'église Saint-Étienne est inscrite sur la liste provisoire des monuments nationaux de Bosnie-Herzégovine.

## Démographie

### Évolution historique de la population dans la localité
| 1948 | 1953 | 1961 | 1971 | 1981 | 1991 | 2013 |
| ---- | ---- | ---- | ---- | ---- | ---- | ---- |
| -    | -    | 69   | 47   | 11   | 6    | 0    |

|  |